# Johnny Rivers
Johnny Rivers (nacido como John Henry Ramistella, ciudad de Nueva York, Estados Unidos, 7 de noviembre de 1942) es un cantante y músico de rock and roll estadounidense.

## Biografía
La familia Ramistella se mudó de Nueva York a Baton Rouge, Luisiana aun siendo niño. Johnny fue influenciado por el distintivo estilo musical de Luisiana y comenzó a tocar la guitarra a la edad de ocho años, enseñado por su padre y su tío. Aunque todavía iba a la escuela secundaria, comenzó a sentarse en la escena musical local, con una banda llamada The Rockets, dirigidos por Dick Holler , quien más tarde escribió una serie de canciones que incluyen «Abraham, Martin and John» y «Snoopy vs. the Red Baron».
Ramistella formó su propia banda, The Spades, y grabó su primer disco a los 14 años, cuando todavía era estudiante en la secundaría de Baton Rouge. Toda su música fue grabada por la etiqueta Suede ya en 1956.

## Carrera
En 1958, conocé a Alan Freed, quien le aconsejó que cambiara su nombre por el de "Johnny Rivers" por el río Misisipi que fluye a través de Baton Rouge. Freed también ayudó a obtener algunos contratos de grabación en la etiqueta Gone. A partir de marzo de 1958 y marzo de 1959, Rivers lanzó tres discos que no se venden bien.
En ese mismo año, Rivers se reúne con James Burton, un guitarrista en una banda liderada por Ricky Nelson. Burton recomienda una de las canciones de Rivers, «I'll Make Believe», a Nelson, quien la grabó. Se conocieron en Los Ángeles en 1961, donde posteriormente Rivers encontró trabajo como compositor y músico de estudio. Su gran oportunidad le llegó en el año 1963, cuando ocupó el lugar de un combo de jazz en Gazzarri, un club nocturno en Hollywood, donde su popularidad instantánea atrajo grandes multitudes.
Desde ese momento hasta la fecha, Rivers ha editado más de treinta álbumes de estudio,  realizando conciertos por todo el mundo y ha tocado con destacados músicos como Eric Clapton, Tom Petty, Paul McCartney, George Harrison, Pink Floyd.
El 12 de junio de 2009, Johnny Rivers fue incluido en el Louisiana Music Hall of Fame. Su nombre ha sido propuesto muchas veces en el Rock and Roll Hall of Fame, pero nunca ha sido seleccionado.

### Década de 1960's
En 1964, Elmer Valentine le dio a Rivers un contrato de un año para abrir en el Whisky a Go Go en Sunset Strip en West Hollywood.  El Whisky había estado en el negocio solo tres días cuando la canción de los Beatles " I Want to Hold Your Hand " entró en el Billboard Hot 100. La posterior Invasión Británica sacó a casi todos los artistas estadounidenses de la cima de las listas, pero Rivers era tan popular que el productor de discos Lou Adler decidió lanzar Johnny Rivers Live at the Whisky a Go Go, que alcanzó el número 12. Rivers recordó que su canción en vivo más solicitada en ese momento era " Memphis ", que alcanzó el número 2 en Cash Box del 4 al 11 de julio de 1964 y también en el Hot 100 del 11 al 18 de julio de 1964. Vendió más de un millón de copias y recibió un disco de oro. Según Alan Fortas, amigo y empleado de Elvis Presley, Presley le tocó a Rivers una versión de prueba de "Memphis" que Presley había hecho pero no publicado. Rivers quedó impresionado y, para gran disgusto de Presley, Rivers la grabó y publicó incluso copiando el arreglo. La versión de Rivers superó con creces las ventas de la original de Chuck Berry de agosto de 1959, que se estancó en el puesto n.° 87 en los Estados Unidos.
Rivers continuó grabando principalmente presentaciones en vivo a lo largo de 1964 y 1965, incluyendo discos de estilo Go-Go con canciones que presentaban influencias de música folk y blues rock, incluyendo " Maybellene " (otra versión de Berry), después de lo cual vinieron " Mountain of Love ", " Midnight Special ", " Seventh Son " (escrita por Willie Dixon ) más " Where Have All the Flowers Gone? " de Pete Seeger, todos los cuales fueron éxitos. 
En 1963, Rivers comenzó a trabajar con los escritores PF Sloan y Steve Barri en un tema musical para la transmisión estadounidense de una serie de televisión británica Danger Man, protagonizada por Patrick McGoohan. Al principio, Rivers se opuso a la idea, pero finalmente cambió de opinión. La versión estadounidense del programa, titulada Secret Agent, salió al aire en la primavera de 1965. El tema musical fue muy popular y creó una demanda pública para una versión más larga. La grabación de Rivers de " Secret Agent Man " alcanzó el número 3 en la lista Billboard Hot 100 en 1966. Vendió un millón de copias y también ganó el estatus de disco de oro.
En 1966, Rivers comenzó a grabar baladas que incluían coristas. El álbum Changes incluía la canción « Poor Side of Town », que escribió y coprodujo y se convirtió en su mayor éxito en las listas y su único disco número uno en la lista Billboard Hot 100. También comenzó su propia compañía discográfica, Soul City Records, que incluía a 5th Dimension. Las grabaciones del grupo de « Aquarius/Let the Sunshine In » y « Wedding Bell Blues » se convirtieron en éxitos número uno para el nuevo sello. Además, a Rivers se le atribuye haberle dado al compositor Jimmy Webb una gran oportunidad cuando 5th Dimension grabó su canción « Up, Up and Away ».  Rivers también grabó « By the Time I Get to Phoenix » de Webb. Fue versionada por Glen Campbell, quien tuvo un gran éxito con ella. 
Rivers continuó grabando más éxitos haciendo versiones de otros artistas, incluyendo " Baby I Need Your Lovin' ", grabada originalmente por Four Tops, y " The Tracks of My Tears " de Miracles, ambas llegando al Top 10 en 1967. En 1968, Rivers lanzó Realization, un álbum n.º 5 que incluía el sencillo n.º 14 de la lista pop " Summer Rain ", escrito por un exmiembro de Mugwumps, James Hendricks. El álbum incluía algunas de las influencias psicodélicas de la época, como la canción " Hey Joe " con una introducción de dos minutos y marcó un cambio en la dirección musical de Rivers con canciones más introspectivas incluyendo "Look to Your Soul" y "Going Back to Big Sur ". 

## Discografía

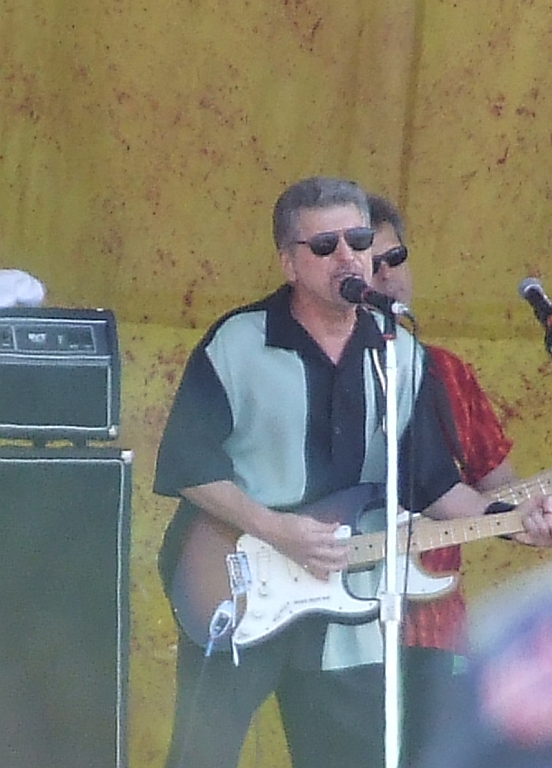
Johnny Rivers durante un festival de jazz en Nueva Orleans, (2007).

- Johnny Rivers at the Whiskey A-Go-Go, live (1964)
- Johnny Rivers in Action! (1965)
- Meanwhile Back at the Whiskey A-Go-Go, live (1965)
- Johnny Rivers Rocks the Folk (1965)
- And I Know You Wanna Dance (1965)
- Johnny Rivers' Golden Hits (1966) - coletânea
- Changes (1966)
- Rewind (1967)
- Realization (1968)
- Slim Slo Slider (1970)
- Home Grown (1971)
- L.A. Reggae (1972)
- Blue Suede Shoes (1973)
- Last Boogie Paris (1974)
- Road (1974)
- New Lovers And Old Friends (1975)
- The Very Best of Johnny Rivers (1975) - compilación
- Wild Night (1976)
- Outside Help (1979)
- Borrowed Time (1980)
- Not A Through Street (1983)
- The Best of Johnny Rivers (1987) - coletânea
- Memphis Sun (1991)
- Anthology, 1964-1977 (1991) - coletânea
- Last Train To Memphis (1998)
- Back at the Whisky, live (2001)
- Reinvention Highway (2004)
- Shadows on the Moon (2009)